# L'Homme de cendres (film)
Pour plus de détails, voir Fiche technique et Distribution.
L'Homme de cendres (arabe : ريح السد ou Rih essed, littéralement « bon débarras ») est un film tunisien réalisé par Nouri Bouzid, sorti en 1986.
Il est sélectionné lors du Festival de Cannes 1986. Il obtient le Tanit d'or aux Journées cinématographiques de Carthage 1986.

## Synopsis
Un jeune ébéniste de Sfax, Hachemi, doit suivre la décision de ses parents et se marier. Cependant, lui et un autre garçon, Farfat, ont été violés dans leur enfance par leur contremaître Ameur, et en restent traumatisés.

## Fiche technique
- Réalisation : Nouri Bouzid
- Scénario : Nouri Bouzid
- Photographie : Youssef Ben Youssef
- Son : Faouzi et Riadh Thabet
- Musique : Salah El Mahdi
- Montage : Mika Ben Miled
- Langue : arabe
- Format : couleur - (35 mm)

## Distribution
- Imed Maalal : Hachemi
- Khaled Ksouri : Farfat
- Mustapha Adouani : Ameur
- Habib Belhadi
- Lamine Nahdi
- Yacoub Bchiri : M. Levy
- Wassila Chaouki : Sejra

## Réception critique
Si le film connaît un certain succès auprès du public, il fait l'objet de polémiques auprès des autorités tunisiennes, surtout après l'obtention du Tanit d'or lors de la 11e session des Journées cinématographiques de Carthage. On lui reproche par exemple que le personnage du Juif, M. Lévy, soit, avec celui de l'ancienne prostituée, Sejra, le porteur d'un passé tolérant et ouvert. Par ailleurs, le film remet en cause la société tunisienne d'alors, offrant à voir une sexualité dérangeante,.